# NFLドラフト
NFLドラフト（NFL Draft）は、NFL（ナショナル・フットボール・リーグ）が開催する、新人選手獲得のために行われるドラフト会議である。

## 概要
NFLでは、他のプロスポーツと同様に、戦力均衡のため毎シーズンオフにドラフト会議を実施している。1936年の開始以降、チーム数やドラフトのラウンド数（巡目）など、一部が改訂されてきたものの、基本的な運用方法は変わっていない。現在、ドラフトは3日間にわたる7巡制となっている。MLBなどと異なり、指名権がトレード対象やフリー・エージェントの代償となり球団間を移動する。
NFLドラフトは毎年異なる都市で開催される大きなイベントであり、テレビのゴールデンタイムに放送されている。

## 歴史

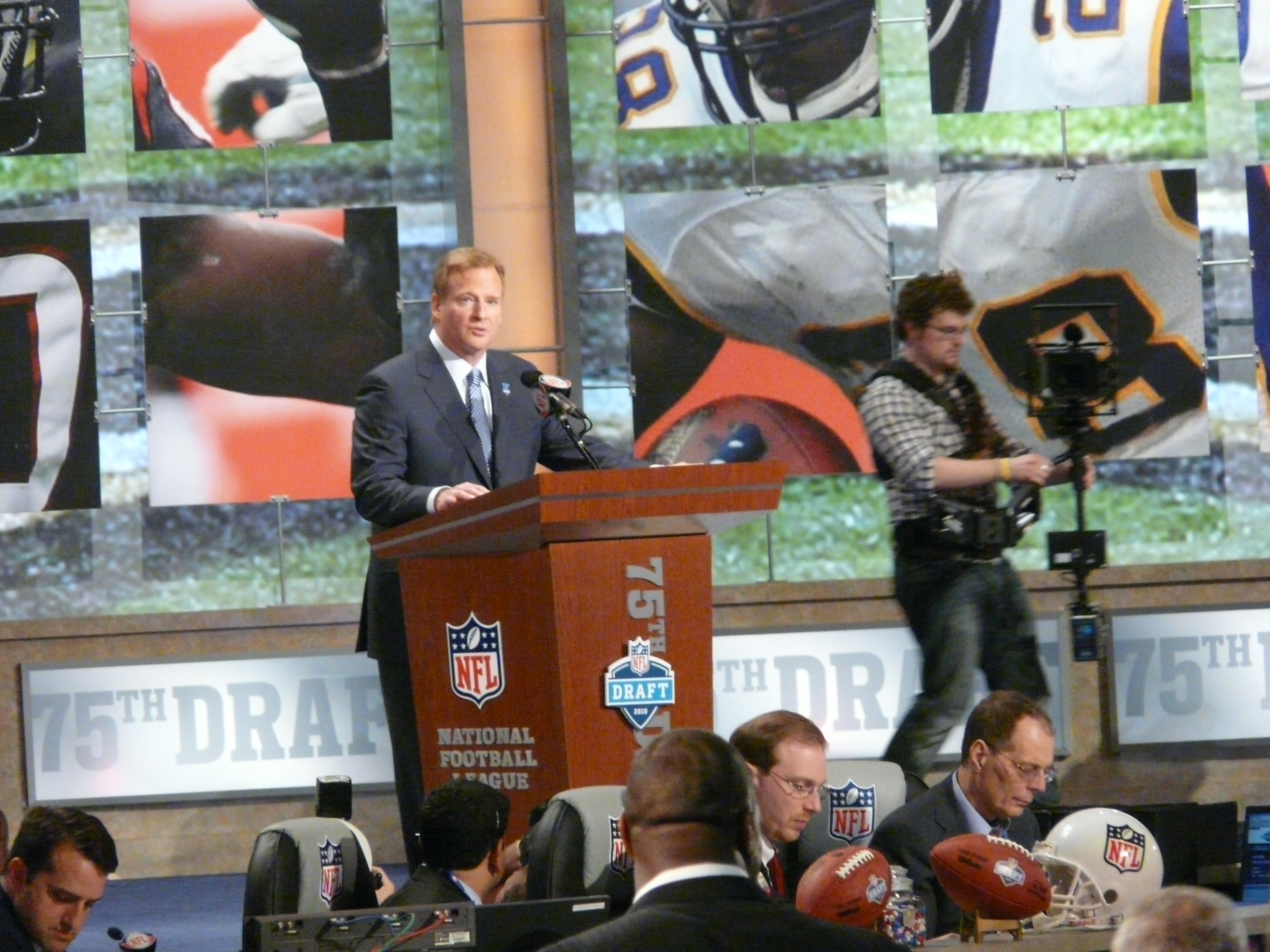
指名選手を読み上げるNFLコミッショナーのロジャー・グッデル（2010年）

NFLの戦力均衡策として考案され、1936年に第1回ドラフト会議が開催された。以降米国内外プロリーグで同様のドラフトが行われるようになった。
リーグ初期の1930年代半ばから1960年代半ばにかけて、NFLフランチャイズのある様々な都市で開催されていた。1965年から2014年まではニューヨークで4月下旬に行われた。長らくマディソン・スクエア・ガーデンで行われたが、2006年からはラジオシティ・ミュージックホールに会場を移した。2015年以降は様々な都市で行われており、2018年はAT&Tスタジアム、2019年はナッシュビル特設会場で行われた。2020年は、2019新型コロナウイルスの感染拡大により開催地のラスベガスが事実上封鎖されることとなったことから、一般向けのイベントを中止しオンラインで開催された。
1983年のドラフトでは、ジョン・エルウェイ、トッド・ブラックリッジ、ジム・ケリー、トニー・イースン、ケン・オブライエン、ダン・マリーノらが指名された。この年のドラフトが現在史上最高のQBドラフト組と評されている。
1994年より7巡までの指名となった。
2009年までは2日間に分けて、初日に1～3ラウンド、2日目に4～7ラウンドの指名が行われていたが、2010年以降は期間が3日間になった。

## フォーマット
初日に1巡目、2日目に2～3巡目、3日目に4～7巡目の指名が行われる。
各巡目ごとに、指名するチームに10分間の制限時間を与え、その間に指名する選手を決定する。
NFLドラフトで指名される選手は原則として大学を卒業した選手であるが、特例として「アーリーエントリー」という「高校卒業後、3フットボールシーズンが過ぎればドラフトにエントリーしても良い」という制度がある。
ドラフトされ入団した選手は非公開の公式に基づき、指名順により決定される年俸で4年契約を結び、5年目の契約はチームが選べるオプションとなる。

## 指名順位
前シーズンの成績下位球団から順番に選手を指名する完全ウェーバー方式が基本となっている。まずプレーオフに進出できなかった球団に対し、レギュラーシーズンの成績が悪かった順に優先指名権が与えられ、その後は、プレーオフで早く負けた順、そして最後にスーパーボウル優勝球団となる。プレーオフの同じラウンドで負けたチーム間では、プレーオフ進出と同様のタイブレークが適用され、成績の悪い順に優先指名権が与えられる。すべての巡目において、この順番で指名が行われる。
ただし、指名権はしばしばチーム間でトレードされて移動する。将来の、まだ順位の定まらない指名権もトレード対象となる。選手を含むトレードの一部となることもある。上位指名権を複数の下位指名権に交換することはトレードダウン、その逆はトレードアップと呼ばれる。一つの指名権が複数のチームを渡り歩くことも、一つのチームが同じラウンドで複数の指名権を得ることもしばしばある。また、Non-exclusiveフランチャイズ・タグをつけた選手やRestricted フリーエージェントの選手を失った球団には代償として指名権が譲渡される。
ドラフト会議中の前述の10分間の指名時間内に、それまでの指名結果を受けて、指名権のトレードが行われることもある。各球団にはこれらの交渉を実施するためのウォールームという控室が与えられ、トレード交渉はそれぞれの部屋に詰めた球団の編成責任者同士で主に電話もしくは電子メールによって行われる。
大規模な指名権トレードの例として、1999年には、当時ニューオーリンズ・セインツのヘッドコーチだったマイク・ディトカの意向で、テキサス大学のリッキー・ウィリアムズを全米5位指名するために、セインツが同順位の指名権を持っていたワシントン・レッドスキンズに対して、同年の全ドラフト指名権と翌年の1位と3位の指名権をトレードで放出する事例があった。
2022年ドラフトの例では、このような権利譲渡の結果、補償ドラフトを含む全262人の指名のうち半分以上の148人が譲渡された指名順によるものであった。

## 補償ドラフト (Compensatory Draft)
フリーエージェントで選手を失った球団に与えられる。指名権は失った選手の平均年俸やプレー時間などから自動的に計算されて3ラウンド目の後から7ラウンド目の後まで合計で最大32回の指名が行われる。この計算式は公開されていない。1チームは最大で4つまでの指名権が与えられる。この補償ドラフト権利もまた、トレードの対象となる。補償ドラフト数が32に満たない場合は、足りないだけの指名数を7ラウンド指名の後に8ラウンド目があった場合と同様の指名順で行う。

## その他のドラフト順追加及びはく奪

### "ルーニー・ルール" - マイノリティ雇用による恩恵
2021年ドラフトより、人種間および性間の平等を推進する通称"ルーニー・ルール"の拡張として、コーチ及びフロントのマイノリティのスタッフが、他チームのGMあるいはHCになった場合、元のチームは2年にわたり、3ラウンド目の補償ドラフトの後に使用できる指名権を一つずつ与えられる。2人のスタッフが同様に他チームのGMあるいはHCになった場合は、3年にわたり指名権を一つずつ与えられる。複数チームがこの指名権を得た場合、その順番はウェーバー制の指名順に従う。この指名権もまたトレード対象となる。
2021年ドラフトにおいて、スタッフだったブラッド・ホルムズがデトロイト・ライオンズのGMに就任したロサンゼルス・ラムズは2年にわたり指名権を与えられ、スタッフだったロバート・サレーがニューヨーク・ジェッツのHCに就任し、同様にマーティン・メイヒューがワシントン・フットボールチームのGMに就任したサンフランシスコ・49ersは3年にわたり指名権を与えられることになった。その他ボルティモア・レイヴンズ、ニューオーリンズ・セインツ(ただし2021年はデンバー・ブロンコスにトレードされた)も2年にわたる指名権を得た。

### 規則違反によるはく奪
コミッショナーは、種々の規則違反に対してドラフトの権利を一部取り上げることができる。2021年ドラフトに際しては、ニューイングランド・ペイトリオッツが3ラウンド目を、ミネソタ・バイキングスが7ラウンド目を失った。

## 補足ドラフト (Supplemental Draft)
1977年から始まった制度である。4月時点で何らかの事情でNFLドラフトにエントリーしていなかった選手が対象のドラフトであり、必要に応じて行われる。レギュラーシーズンで6勝以下だったチーム、それよりは成績が良かったがプレーオフに出られなかったチーム、プレーオフに出たチームの3グループに分かれて行われる。各チームは、翌年のドラフト権を賭けて選手を指名することができ、1人の選手に対し最も上位のドラフト権を賭けたチームが権利を獲得するが、賭けた翌年の同巡指名権を失う。権利を得られなかったチームは翌年の指名権に影響がない。
1985年にはバーニー・コーザーが希望するチームであるクリーブランド・ブラウンズに入団するためにレギュラードラフトにはエントリーせずにこの制度を利用した。コーザーの獲得にはニューヨーク・ジャイアンツ、ミネソタ・バイキングスが興味を示していた。
1987年にはシアトル・シーホークスが1巡でブライアン・ボズワースを指名、当時の新人最高額の契約を結んだが期待はずれに終わった。またフィラデルフィア・イーグルスが4巡でクリス・カーターを指名している。
1989年にはダラス・カウボーイズがその年就任したジミー・ジョンソンの教え子であるスティーブ・ウォルシュを指名した。またフェニックス・カージナルスが1巡でティム・ローゼンバック、デンバー・ブロンコスが1巡でボビー・ハンフリーを指名、ハンフリーはその年1,000ヤードラッシャーとなり、チームは第24回スーパーボウルへ出場した。
1990年にはニューヨーク・ジェッツがロブ・ムーアを1巡目で指名した。
1992年にはニューヨーク・ジャイアンツがデイブ・ブラウンを1巡目で指名した。またカンザスシティ・チーフスがダレン・ミッケルを2巡目で指名した。
1998年にはグリーンベイ・パッカーズがマイク・ウォールを2巡目で、サンディエゴ・チャージャーズがジャマール・ウィリアムスを同じく2巡目で指名した。
2006年にはシンシナティ・ベンガルズがアーマド・ブルックスを3巡目で指名した。
2009年にはワシントン・レッドスキンズがジェレミー・ジャーモンを3巡目で指名した。
2011年にはNCAA規定違反によりオハイオ州立大学でのプレーが不可能となったテレル・プライアーが3巡目でオークランド・レイダースに指名された。
2012年にはクリーブランド・ブラウンズが2巡でベイラー大学などでプレーしたジョシュ・ゴードンを指名した。
2013年-2014年、2016年-2017年、2020年-2023年には指名される選手はいなかった。

## エクスパンジョン・ドラフト (Expansion Draft)
新チームが追加された年に行われ、新チームが他のチームから選手を得るドラフトである。
ルールの詳細はその年ごとに定められる。2002年にヒューストン・テキサンズが誕生した時の例では、各チームが5人の選択され得る選手のリストを提出し、その中からヒューストンは全体で30人、あるいは年俸総額がその年のサラリーキャップの38%である27.2百万ドルに達するまで指名が可能であった。同一チームから2選手が選択された場合、当該チームはそれ以上の選択を拒否することができた。結果として、ヒューストンは19人の選手を選択した。

## NFLドラフト一覧
|    | 年度 | 日程                 | 巡数 | 指名数 | 会場                                                           | 開催都市         | 1位指名選手                  |
| -- | ---- | -------------------- | ---- | ------ | -------------------------------------------------------------- | ---------------- | ---------------------------- |
| 1  | 1936 | 1936年2月8日         | 9    | 81     | ザ・リッツ・カールトン                                         | フィラデルフィア | ジェイ・バーワンガー         |
| 2  | 1937 | 1936年12月12日       | 10   | 100    | ホテル・リンカーン                                             | ニューヨーク     | サム・フランシス             |
| 3  | 1938 | 1937年12月12日       | 12   | 110    | ホテル・シェルマン                                             | シカゴ           | コーベット・デービス         |
| 4  | 1939 | 1938年12月9日        | 22   | 200    | ニューヨーカーホテル                                           | ニューヨーク     | カイ・オルドリッチ           |
| 5  | 1940 | 1939年12月9日        | 22   | 200    | シュローダーホテル                                             | ミルウォーキー   | ジョージ・カフェゴ           |
| 6  | 1941 | 1940年12月10日       | 22   | 204    | ウィラードホテル                                               | ワシントンD.C.   | トム・ハーモン               |
| 7  | 1942 | 1941年12月22日       | 22   | 200    | パルマーハウスホテル                                           | シカゴ           | ビル・ダドリー               |
| 8  | 1943 | 1943年4月8日         | 32   | 300    | パルマーハウスホテル                                           | シカゴ           | フランク・シンクウィッチ     |
| 9  | 1944 | 1943年4月19日        | 32   | 330    | ワーウィックホテル                                             | フィラデルフィア | アンジェロ・バーテリ         |
| 10 | 1945 | 1945年4月8日         | 32   | 330    | コモドールホテル                                               | ニューヨーク     | チャーリー・トリッピ         |
| 11 | 1946 | 1946年1月14日        | 32   | 300    | コモドールホテル                                               | ニューヨーク     | フランク・ダンスウィック     |
| 12 | 1947 | 1946年12月16日       | 32   | 300    | コモドールホテル                                               | ニューヨーク     | ボブ・フェニモア             |
| 13 | 1948 | 1947年12月19日       | 32   | 300    | フォートピットホテル                                           | ピッツバーグ     | ハリー・ギルマー             |
| 14 | 1949 | 1948年12月21日       | 25   | 251    | ベレビュー・ストラトフォード・ホテル                           | フィラデルフィア | チャック・ベドナリク         |
| 15 | 1950 | 1950年1月20日-21日   | 30   | 391    | ベレビュー・ストラトフォード・ホテル                           | フィラデルフィア | レオン・ハート               |
| 16 | 1951 | 1951年1月18日-19日   | 30   | 362    | ブラックストーンホテル                                         | シカゴ           | カイル・ローテ               |
| 17 | 1952 | 1952年1月17日        | 30   | 360    | ホテル・スタットラー                                           | ニューヨーク     | ビル・ウェイド               |
| 18 | 1953 | 1953年1月22日        | 30   | 360    | ベレビュー・ストラトフォード・ホテル                           | フィラデルフィア | ハリー・バブコック           |
| 19 | 1954 | 1954年1月28日        | 30   | 360    | ベレビュー・ストラトフォード・ホテル                           | フィラデルフィア | ボビー・ギャレット           |
| 20 | 1955 | 1955年1月27日-28日   | 30   | 360    | ワーウィック・ホテル                                           | ニューヨーク     | ジョージ・ショー             |
| 21 | 1956 | 1955年11月28日       | 30   | 360    | ベレビュー・ストラトフォード・ホテル                           | フィラデルフィア | ゲイリー・グリック           |
| 21 | 1956 | 1956年1月17日-18日   | 30   | 360    | アンバサダーホテル                                             | ロサンゼルス     | ゲイリー・グリック           |
| 22 | 1957 | 1956年11月26日       | 30   | 360    | ワーウィック・ホテル                                           | フィラデルフィア | ポール・ホーナング           |
| 22 | 1957 | 1956年1月31日        | 30   | 360    | ベレビュー・ストラトフォード・ホテル                           | フィラデルフィア | ポール・ホーナング           |
| 23 | 1958 | 1957年12月2日        | 30   | 360    | ワーウィック・ホテル                                           | フィラデルフィア | キング・ヒル                 |
| 23 | 1958 | 1958年1月28日        | 30   | 360    | ワーウィック・ホテル                                           | フィラデルフィア | キング・ヒル                 |
| 24 | 1959 | 1958年12月1日        | 30   | 360    | ワーウィック・ホテル                                           | フィラデルフィア | ランディ・ダンカン           |
| 24 | 1959 | 1956年1月21日        | 30   | 360    | ワーウィック・ホテル                                           | フィラデルフィア | ランディ・ダンカン           |
| 25 | 1960 | 1959年11月30日       | 20   | 240    | ワーウィック・ホテル                                           | フィラデルフィア | ビリー・キャノン             |
| 26 | 1961 | 1960年11月30日       | 20   | 280    | ワーウィック・ホテル                                           | フィラデルフィア | トミー・メイソン             |
| 27 | 1962 | 1961年12月4日        | 20   | 280    | シェラトン・ホテル&タワーズ                                    | シカゴ           | アーニー・デービス           |
| 28 | 1963 | 1962年12月3日        | 20   | 280    | シェラトン・ホテル&タワーズ                                    | シカゴ           | テリー・ベイカー             |
| 29 | 1964 | 1963年12月2日        | 20   | 280    | シェラトン・ホテル&タワーズ                                    | シカゴ           | デーブ・パークス             |
| 30 | 1965 | 1964年11月28日       | 20   | 280    | サミット・ホテル                                               | ニューヨーク     | タッカー・フレデリクソン     |
| 31 | 1966 | 1965年11月27日       | 20   | 305    | サミット・ホテル                                               | ニューヨーク     | トミー・ノービス             |
| 32 | 1967 | 1967年3月14日-15日   | 17   | 445    | ゴッサム・ホテル                                               | ニューヨーク     | ババ・スミス                 |
| 33 | 1968 | 1968年1月30日-31日   | 17   | 462    | ベルモントプラザ・ホテル                                       | ニューヨーク     | ロン・ヤリー                 |
| 34 | 1969 | 1969年1月28日-29日   | 17   | 442    | ベルモントプラザ・ホテル                                       | ニューヨーク     | O・J・シンプソン             |
| 35 | 1970 | 1970年1月27日-28日   | 17   | 442    | ベルモントプラザ・ホテル                                       | ニューヨーク     | テリー・ブラッドショー       |
| 36 | 1971 | 1971年1月28日-29日   | 17   | 442    | ベルモントプラザ・ホテル                                       | ニューヨーク     | ジム・プランケット           |
| 37 | 1972 | 1972年2月1日-2日     | 17   | 442    | エセックスハウス                                               | ニューヨーク     | ウォルト・パツルスキ         |
| 38 | 1973 | 1973年1月30日-31日   | 17   | 442    | アメリカーナ・ホテル                                           | ニューヨーク     | ジョン・マトゥザック         |
| 39 | 1974 | 1974年1月29日-30日   | 17   | 442    | アメリカーナ・ホテル                                           | ニューヨーク     | トゥー・トール・ジョーンズ   |
| 40 | 1975 | 1975年1月28日-29日   | 17   | 442    | ヒルトン・アット・ロックフェラー・センター                     | ニューヨーク     | スティーブ・バートコウスキー |
| 41 | 1976 | 1976年4月8日-9日     | 17   | 487    | ルーズベルト・ホテル                                           | ニューヨーク     | リーロイ・セルモン           |
| 42 | 1977 | 1977年5月3日-4日     | 12   | 335    | ルーズベルト・ホテル                                           | ニューヨーク     | リッキー・ベル               |
| 43 | 1978 | 1978年5月2日-3日     | 12   | 334    | ルーズベルト・ホテル                                           | ニューヨーク     | アール・キャンベル           |
| 44 | 1979 | 1979年5月3日-4日     | 12   | 330    | ウォルドルフ＝アストリア                                       | ニューヨーク     | トム・カズノー               |
| 45 | 1980 | 1980年4月29日-30日   | 12   | 333    | ニューヨーク・シェラトン・ホテル                               | ニューヨーク     | ビリー・シムズ               |
| 46 | 1981 | 1981年4月28日-29日   | 12   | 332    | ニューヨーク・シェラトン・ホテル                               | ニューヨーク     | ジョージ・ロジャース         |
| 47 | 1982 | 1982年4月27日-28日   | 12   | 334    | ニューヨーク・シェラトン・ホテル                               | ニューヨーク     | ケネス・シムズ               |
| 48 | 1983 | 1983年4月26日-27日   | 12   | 335    | ニューヨーク・シェラトン・ホテル                               | ニューヨーク     | ジョン・エルウェイ           |
| 49 | 1984 | 1984年5月1日-2日     | 12   | 336    | オムニ・パーク・セントラル・ホテル                             | ニューヨーク     | アービン・フライヤー         |
| 50 | 1985 | 1985年4月30日-5月1日 | 12   | 336    | オムニ・パーク・セントラル・ホテル                             | ニューヨーク     | ブルース・スミス             |
| 51 | 1986 | 1986年4月29日-30日   | 12   | 333    | ニューヨーク・マリオット・マーキス                             | ニューヨーク     | ボー・ジャクソン             |
| 52 | 1987 | 1987年4月28日-29日   | 12   | 335    | ニューヨーク・マリオット・マーキス                             | ニューヨーク     | ビニー・テスタバーディ       |
| 53 | 1988 | 1988年4月24日-25日   | 12   | 333    | ニューヨーク・マリオット・マーキス                             | ニューヨーク     | オードリー・ブルース         |
| 54 | 1989 | 1989年4月23日-24日   | 12   | 335    | ニューヨーク・マリオット・マーキス                             | ニューヨーク     | トロイ・エイクマン           |
| 55 | 1990 | 1990年4月22日-23日   | 12   | 332    | ニューヨーク・マリオット・マーキス                             | ニューヨーク     | ジェフ・ジョージ             |
| 56 | 1991 | 1991年4月21日-22日   | 12   | 334    | ニューヨーク・マリオット・マーキス                             | ニューヨーク     | ラッセル・メリーランド       |
| 57 | 1992 | 1992年4月26日-27日   | 12   | 336    | ニューヨーク・マリオット・マーキス                             | ニューヨーク     | スティーブ・エントマン       |
| 58 | 1993 | 1993年4月25日-26日   | 8    | 224    | ニューヨーク・マリオット・マーキス                             | ニューヨーク     | ドリュー・ブレッドソー       |
| 59 | 1994 | 1994年4月24日-25日   | 7    | 222    | ニューヨーク・マリオット・マーキス                             | ニューヨーク     | ダン・ウィルキンソン         |
| 60 | 1995 | 1995年4月22日-23日   | 7    | 249    | パラマウント・シアター・アット・マディソン・スクエア・ガーデン | ニューヨーク     | キジャナ・カーター           |
| 61 | 1996 | 1996年4月20日-21日   | 7    | 254    | パラマウント・シアター・アット・マディソン・スクエア・ガーデン | ニューヨーク     | キーショーン・ジョンソン     |
| 62 | 1997 | 1997年4月19日-20日   | 7    | 240    | パラマウント・シアター・アット・マディソン・スクエア・ガーデン | ニューヨーク     | オーランド・ペース           |
| 63 | 1998 | 1998年4月18日-19日   | 7    | 241    | マディソン・スクエア・ガーデン・シアター                       | ニューヨーク     | ペイトン・マニング           |
| 64 | 1999 | 1999年4月17日-18日   | 7    | 253    | マディソン・スクエア・ガーデン・シアター                       | ニューヨーク     | ティム・カウチ               |
| 65 | 2000 | 2000年4月15日-16日   | 7    | 254    | マディソン・スクエア・ガーデン・シアター                       | ニューヨーク     | コートニー・ブラウン         |
| 66 | 2001 | 2001年4月21日-22日   | 7    | 246    | マディソン・スクエア・ガーデン・シアター                       | ニューヨーク     | マイケル・ヴィック           |
| 67 | 2002 | 2002年4月20日-21日   | 7    | 261    | マディソン・スクエア・ガーデン・シアター                       | ニューヨーク     | デビッド・カー               |
| 68 | 2003 | 2003年4月26日-27日   | 7    | 262    | マディソン・スクエア・ガーデン・シアター                       | ニューヨーク     | カーソン・パーマー           |
| 69 | 2004 | 2004年4月24日-25日   | 7    | 255    | マディソン・スクエア・ガーデン・シアター                       | ニューヨーク     | イーライ・マニング           |
| 70 | 2005 | 2005年4月23日-24日   | 7    | 255    | ジェイコブ・ジャヴィッツ・コンベンション・センター             | ニューヨーク     | アレックス・スミス           |
| 71 | 2006 | 2006年4月29日-30日   | 7    | 255    | ラジオシティ・ミュージックホール                               | ニューヨーク     | マリオ・ウィリアムス         |
| 72 | 2007 | 2007年4月28日-29日   | 7    | 255    | ラジオシティ・ミュージックホール                               | ニューヨーク     | ジャマーカス・ラッセル       |
| 73 | 2008 | 2008年4月26日-27日   | 7    | 252    | ラジオシティ・ミュージックホール                               | ニューヨーク     | ジェイク・ロング             |
| 74 | 2009 | 2009年4月25日-26日   | 7    | 256    | ラジオシティ・ミュージックホール                               | ニューヨーク     | マシュー・スタッフォード     |
| 75 | 2010 | 2010年4月22日-24日   | 7    | 255    | ラジオシティ・ミュージックホール                               | ニューヨーク     | サム・ブラッドフォード       |
| 76 | 2011 | 2011年4月28日-30日   | 7    | 254    | ラジオシティ・ミュージックホール                               | ニューヨーク     | キャム・ニュートン           |
| 77 | 2012 | 2012年4月26日-28日   | 7    | 253    | ラジオシティ・ミュージックホール                               | ニューヨーク     | アンドリュー・ラック         |
| 78 | 2013 | 2013年4月25日-27日   | 7    | 254    | ラジオシティ・ミュージックホール                               | ニューヨーク     | エリック・フィッシャー       |
| 79 | 2014 | 2014年5月8日-10日    | 7    | 256    | ラジオシティ・ミュージックホール                               | ニューヨーク     | ジャデベオン・クラウニー     |
| 80 | 2015 | 2015年4月30日-5月2日 | 7    | 256    | オーディトリアム・シアター                                     | シカゴ           | ジェイミス・ウィンストン     |
| 81 | 2016 | 2016年4月28日-30日   | 7    | 253    | オーディトリアム・シアター                                     | シカゴ           | ジャレッド・ゴフ             |
| 82 | 2017 | 2017年4月27日-29日   | 7    | 253    | フィラデルフィア美術館                                         | フィラデルフィア | マイルズ・ギャレット         |
| 83 | 2018 | 2018年4月26日-28日   | 7    | 256    | AT&Tスタジアム                                                 | アーリントン     | ベイカー・メイフィールド     |
| 84 | 2019 | 2019年4月25日-27日   | 7    | 254    | ロウワー・ブロードウェイ（ドラフト・メインステージ）           | ナッシュビル     | カイラー・マレー             |
| 85 | 2020 | 2020年4月23日-25日   | 7    | 255    | ビデオ会議                                                     | ビデオ会議       | ジョー・バロウ               |
| 86 | 2021 | 2021年4月29日-5月1日 | 7    | 259    | ノースコースト・ハーバー                                       | クリーブランド   | トレバー・ローレンス         |
| 87 | 2022 | 2022年4月28日-30日   | 7    | 262    | アレジアント・スタジアム                                       | パラダイス       | トラヴォン・ウォーカー       |
| 88 | 2023 | 2023年4月27日-29日   | 7    | 259    | アローヘッド・スタジアム                                       | カンザスシティ   | ブライス・ヤング             |
| 89 | 2024 | 2024年4月25日-27日   | 7    | 257    | キャンパス・マーシャス・パーク                                 | デトロイト       | ケイレブ・ウィリアムズ       |
| 90 | 2025 | 2025年4月24日-26日   | 7    | 257    | ランボー・フィールド                                           | グリーンベイ     | キャム・ウォード             |

## Mr.イレレバント
1976年以降、最終巡目の最後に指名された選手は Mr. イレレバント (Mr. Irrelevant) と呼ばれ、家族がカリフォルニア州ニューポートビーチに1週間招待され、さらにディズニーランドなどの施設へ招待され、トロフィーを与えられるなどの特典が与えられ、種々のメディア取材の対象ともなる。これは元NFL選手のポール・サラタによって開始されたイベントである。